# آی اودا

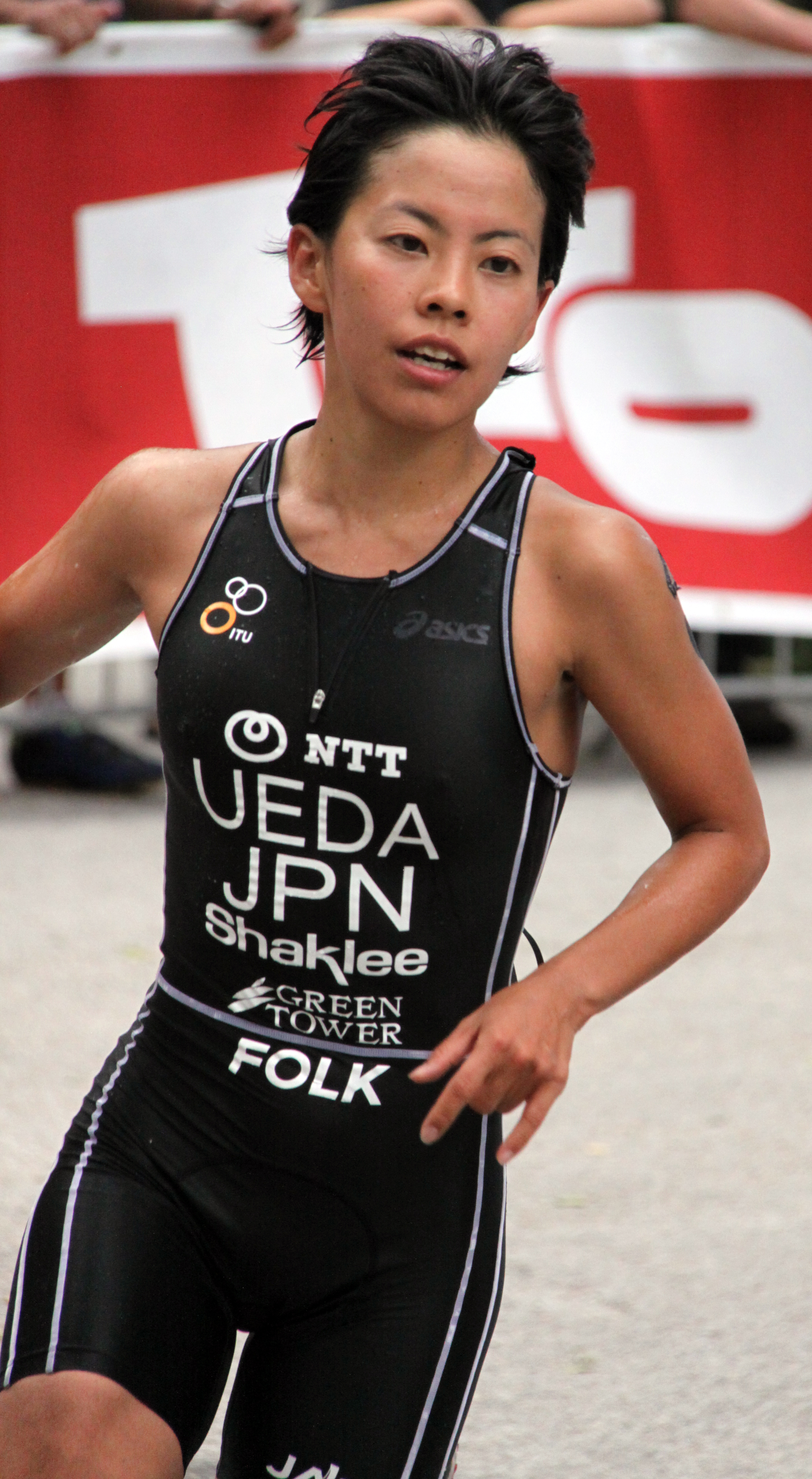
آی اودا، ورزشکار مسابقات سه‌گانه ژاپنی - ۲۰۱۰

آی اودا (ژاپنی: 上田藍متولد ۲۶ اکتبر سال ۱۹۸۳ در کیوتو) ورزشکار مسابقات سه‌گانه و اهل ژاپن است. او برنده مسابقات سه‌گانه قهرمانی سال ۲۰۰۵ و ۲۰۰۸ آسیا و برنده مسابقات ITU دوگانه قهرمانی جهان ۲۰۱۳ است.